# Rachel Green
Rachel Karen Green är en rollfigur i den populära amerikanska tv-serien Vänner (en. Friends), spelad av Jennifer Aniston mellan åren 1994 och 2004. 
Rachel dök upp i det första avsnittet av Vänner, ”The Pilot”, då hon kom inrusande på Central Perk i en genomblöt bröllopsklänning. Hon letade efter sin barndomsvän Monica (Courtney Cox Arquette) som hon inte hade träffat sen high school. Rachel flydde nämligen från sitt bröllop och lämnade sin blivande man Barry Farber vid altaret, eftersom hon upptäckt att hon uppskattade en såssnipa mer än vad hon uppskattade Barry.
Rachel, som aldrig tidigare tjänat egna pengar utan levt på sin far, får nu chansen att starta ett nytt liv med nya vänner i New York.

## Arbeten
Rachel får sitt första jobb som servitris på Central Perk. Det visar sig inte passa henne alls eftersom hon ofta serverar fel saker och ofta tar raster med sina vänner. Hon behåller ändå jobbet ett bra tag, antagligen för att hennes chef Gunther är kär i henne. I seriens tredje säsong hjälper vännerna Joey (Matt LeBlanc) och Chandler (Matthew Perry) henne att skaffa jobb inom modebranschen. Detta leder till att hon får jobb på Fortunana Fashions, men där får hon bara servera kaffe och sortera klädhängare. Hon blir senare assistent på Bloomingdales, men där nerflyttad till personlig inköpare. Därefter blir hon inköpare åt Ralph Lauren och sedan befordrad till chef för herrsportkläder. Efter fem år får hon sparken eftersom det upptäcktes att hon gick på intervjuer med Gucci. Hon fick efter det erbjudande om jobb på Louis Vuitton i Paris av en av hennes tidigare medarbetare.

## Förhållandet med Ross mm
Rachel dejtar många killar, men hennes mest kända förhållande är med Monicas bror Ross (David Schwimmer). Han har varit kär i henne ända sen han gick i 9:e klass. När hon åter flyttar till New York försöker han få ihop det med henne. Efter en svår början då Ross inte vågade berätta om sina känslor blev de äntligen tillsammans i säsong 2, i avsnittet The One With The Prom Video. Det varade dock inte så länge eftersom hon får en manlig arbetskamrat Mark (Steven Eckholdt) som Ross blir svartsjuk på. Det leder till att Ross ligger med en annan kvinna. När Rachel får reda på detta gör hon slut. Under säsong fyra så dejtar Rachel  sin kund Joshua (Tate Donovan), medan Ross dejtar  Emily (Helen Baxendale), som han så småningom frirar till. Rachel friar till nyligen frånskild Joshua som skrämmer honom. Efter detta har de relationer av och till. Rachel vill berätta för Ross att hon fortfarande älskar honom innan han gifter sig med brittiska Emily(Helen Baxendale), men hon gör det inte. Väl framme vid altaret råkar han säga Rachels namn istället för Emilys. Det leder senare till skilsmässa mellan Ross och Emily. Då har Rachel berättat för Ross om sina känslor, men de gör ingenting åt det. I Las Vegas gifter de sig när de är fulla. Ross har svårt att skilja sig efteråt eftersom han redan har gjort det två gånger, och vill inte göra det en tredje gång.
I den sjunde säsongen ligger Ross och Rachel med varandra och hon blir gravid. I slutet av säsong 8 föder hon hans andra barn, Emma, samtidigt som Joey blir kär i henne. I seriens sista avsnitt förklarar Ross sin kärlek till henne innan hon går på flyget till Paris. Han lyckas och de två blir ett par igen.

## Bostäder
I serien bor Rachel mest tillsammans med Monica i hennes lägenhet. Men när Chandler flyttar in hos Monica efter de har blivit ett par flyttar Rachel till Phoebe (Lisa Kudrow) för att ge dem lite privatliv. De trivs bra tillsammans men Rachel råkar sätta lägenheten i brand. Efter det flyttar hon in hos Joey. Hon trivs så bra att hon stannar kvar även när Phoebes lägenhet är renoverad. När hon sedan blir gravid med Ross barn flyttar hon in en tid hos honom. Men deras relation fungerar inte så bra efter att hon fött så hon flyttar tillbaka till Joey igen.
Under den tid som Rachel bor hos Joey får han känslor för henne. Han råkar fria till henne av misstag i första avsnittet i säsong 9 men det rinner ut i sanden. Senare när hon flyttar in hos honom igen efter förlossningen får hon känslor för honom. Men relationen leder ingen vart och de gör slut på relationen efter en vecka.